# Pommeréval
Pommeréval là một xã thuộc tỉnh Seine-Maritime trong vùng Normandie miền bắc nước Pháp.

## Dân số
| 1962                                              | 1968 | 1975 | 1982 | 1990 | 1999 | 2006 |
| ------------------------------------------------- | ---- | ---- | ---- | ---- | ---- | ---- |
| 219                                               | 271  | 224  | 243  | 288  | 289  | 355  |
| Starting from 1962: Population without duplicates |      |      |      |      |      |      |